# Anina
Anina (Steierdorf-Anina en allemand, Stájerlakanina en hongrois) est une ville de Roumanie, du județ de Caraș-Severin comptant 7 485 habitants en 2011.

## Histoire
En 2002, les plus vieux restes humains (moderne) d'Europe ont été découverts dans une grotte près d'Anina. Nommé « Oase 1 » et surnommé « Ion din Anina » (« Jean d'Anina »), ses restes (la mâchoire inférieure) sont vieux d'environ 40 000 ans.
L'histoire de la ville est relativement récente : les premières sources documentées parlent de l'installation d'une famille de fermiers autrichiens en 1773. Peu après débute l'activité minière, notamment en 1790, lors de la découverte d'anthracite de bonne qualité qui a commencé à être exploitée deux ans plus tard. L'activité de la mine fut interrompue en 1834, à cause d'un incendie dans les galeries qui fit 6 victimes, mais jusqu'en 1846, Anina était encore un centre minier important.
L'histoire de la ville est profondément liée à son activité minière, qui façonna son développement démographique : l'activité attira en effet des ouvriers de régions lointaines, comme une colonie de mineurs slovaques en 1846-1847, ou tchèques, en 1851. La nécessité de faire sortir le charbon de la ville a amené à l'aménagement d'une ligne ferroviaire débutée en 1860 et inaugurée en 1863, qui la relie encore aujourd'hui à Oravița. La ligne traverse les montagnes sur 34 km, comptant 14 tunnels et 10 viaducs.
Comme toute la Roumanie, Reșița a subi les régimes dictatoriaux carliste, fasciste et communiste de février 1938 à décembre 1989, mais connaît à nouveau la démocratie depuis 1990.
Après la chute de la dictature communiste, l'activité de la mine a lentement décliné avec la fermeture progressive de galeries, lesquelles sont encore opérationnelles malgré une histoire ponctuée d'incidents dont le dernier a coûté la vie à six personnes, tués dans une explosion souterraine.
La majeure partie de sa communauté allemande émigra dans les années 1980-1990.
Longtemps restée dépendante de l'activité minière, Anina essaye désormais de se diversifier, notamment par le tourisme, en comptant sur son patrimoine géographique montagneux.

## Démographie
Lors du recensement de 2011, 80,56 % de la population se déclarent roumains, 5,65 % Allemands, 2,72 % Roms, 1,32 % Hongrois (1,05 % déclarent une autre appartenance ethnique et 8,68 % ne déclarent pas d'appartenance ethnique).

## Politique
| Parti | Parti                                                 | Sièges |
| ----- | ----------------------------------------------------- | ------ |
|       | Parti national libéral (PNL)                          | 8      |
|       | Parti social-démocrate (PSD)                          | 4      |
|       | Union nationale pour le progrès de la Roumanie (UNPR) | 2      |
|       | Parti Mouvement populaire (PMP)                       | 1      |

## Transport
Hormis la ligne ferroviaire citée plus haut, Anina est accessible par deux routes nationales : la DN58, qui la relie avec Reșița, et la DN57B qui la relie avec Oravița et Bozovici.